# Сульдин, Яков Григорьевич
Яков Григорьевич Сульдин (23 октября 1923, с. Алтышево (ныне Алатырский район, Чувашская Республика) — 21 сентября 1943, Черниговская область, с. Смяч) — командир роты 60-го танкового полка 15-й гвардейской кавалерийской дивизии 7-го гвардейского кавалерийского корпуса 61-й армии Центрального фронта, гвардии старший лейтенант, Герой Советского Союза.

## Биография
Яков Сульдин родился в селе Алтышево в семье крестьянина. Мордвин. Член ВЛКСМ с 1940 года. Окончил два курса Свердловского архитектурного института.
В 1941 году призван в ряды Красной Армии. В 1942 году окончил Саратовское танковое училище. В боях Великой Отечественной войны с декабря 1942 года. Воевал на Сталинградском, Воронежском и Центральном фронтах.
За мужество и отвагу, проявленные в боях на Курской дуге, награждён орденом Отечественной войны I степени.
21 сентября 1943 года командир роты 60-го танкового полка комсомолец старший лейтенант Я. Г. Сульдин провёл разведку реки Снов в районе села Смяч Щорского района Черниговской области, форсировал реку и захватил плацдарм. В бою за его расширение и удержание старший лейтенант Яков Григорьевич Сульдин с экипажем погиб в горящем танке, сражаясь до последней возможности. Похоронен в селе Смяч.
Указом Президиума Верховного Совета СССР от 26 апреля 1944 года за мужество и героизм, проявленные при форсировании реки Снов и удержании плацдарма на её правом берегу, старшему лейтенанту Якову Григорьевичу Сульдину посмертно присвоено звание Героя Советского Союза.

## Награды
- Медаль «Золотая Звезда»;
- орден Ленина;
- орден Отечественной войны I степени.

## Память
В селе Алтышево именем Героя названы улица и школа.